# Ted Neeley
Ted Neeley (Ranger, Texas, 20 de septiembre de 1943) es un baterista, cantante, actor y compositor estadounidense. Fue nominado a los Globo de Oro como mejor actor en película musical o comedia en 1974.
Neeley es conocido por su rango vocal y su papel como Jesús en el filme de 1973 Jesucristo superstar, de Norman Jewison.

## Biografía

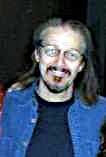
Ted Neeley en el Centro de la Paz en Greenville, SC, el 13 de mayo de 2007, después de una actuación.

En 1969 Neeley Interpretó el papel de Claude, en las versiones de Nueva York y Los Ángeles, de la producción Hair.
Ted Neeley publicó un álbum en solitario, en 1974, llamado 1974 AD.
Veinte años después del primer papel, Neeley ganó renovado éxito y una nueva generación de fanes por el papel principal de Jesucristo en la década de los 90 con la gira de Jesucristo superstar por el vigésimo aniversario de la película. De 1992 a 1997, el tour obtiene un gran éxito, actuando por toda Norteamérica.
A partir de 2007, Neeley está en el medio de otra aclamada producción de Jesucristo superstar. Indicada como la gira de su despedida nacional del papel de Jesucristo, esta nueva producción es una versión reducida, con la escena y el set limitados a unas pocas bandas. Corey Glover, famoso por ser el cantante de la banda de rock Living Colour, coprotagoniza en el papel de Judas.

## Teatro / Películas / Televisión / Discos
- Teddy Neeley, Capitol Records, 1966
- 'Teddy Neeley Five', Dragnet
- Claude, Hair, LA/NY, 1969
- Reporter/Leper/Jesus understudy, Jesus Christ Superstar, NY, 1971
- Jesus, Jesus Christ Superstar, LA, 1972
- Jesus, Jesucristo superstar, Universal Pictures, 1973
- Jesus, Jesucristo superstar, MCA Records, Inc., 1973
- Tommy, Tommy national concert tour/LA, 1973
- Billy Shears, Sgt. Pepper's Lonely Hearts Club Band on the Road, NY, 1974
- 1974 A.D., RCA Records, 1974
- "You Put Something Better Inside Of Me"/"Rainbow", sencillo, RCA Records, 1974
- Composer, The Big Blue Marble, TV, 1974
- "Paradise"/"Don't Let It Mess Your Mind", sencillo, United Artists Records, 1975
- 1975 A.D., RCA Victor Records, Spanish release only, 1975
- Special appearance, Nigel Olsson, the Rocket Record Company, 1975
- Vocal arrangement, Tina Turner - Acid Queen, Razor & Tie Records, 1975
- Guest with Disco Tex and the Sex-O-Lettes, American Bandstand, 31 de mayo de 1975
- Guest with Ray Charles, A Touch of Gold, variety show, NBC
- Vocals, Bo Diddley - The 20th Anniversary of Rock 'N' Roll, RCA Victor Records, 1976
- Backup vocals, Keith Carradine - I'm Easy, Elektra/Asylum/Nonesuch Records, 1976
- Jesus, Jesus Christ Superstar, CA, 1976
- Amos Richmond, The Shadow of Chikara, AVCO Embassy Pictures, 1977
- Jack Muldoon, Man from Atlantis, "Giant" episode, 25 de octubre de 1977
- Host, Rolling Stone 10th Anniversary Special, 1977
- Jack Muldoon, Man from Atlantis, "Scavenger Hunt" episode, 18 de abril de 1978
- Ulysses, Ulysses - The Greek Suite, 20th Century Fox Records, 1978
- Teddy, A Perfect Couple, 1979
- "Teddy"/"Keepin 'Em Off the Streets", A Perfect Couple soundtrack, co-wrote "Hurricane," 1979
- Lionel Rigger, Starsky and Hutch, "Targets Without a Badge: Part 1" (A.K.A.: "The Snitch"), 6 de marzo de 1979
- Lionel Rigger, Starsky and Hutch, "Targets Without a Badge: Part 2", 11 de marzo de 1979
- Lionel Rigger, Starsky and Hutch, "Targets Without a Badge: Part 3", 16 de marzo de 1979
- Curley, Of Mice and Men, Metromedia Productions, 1981
- Wesley, Hard Country, 1981
- Vocals, Meat Loaf - The Very Best of Meat Loaf, Epic Records, 1981
- Vocals, Meat Loaf -- Dead Ringer, Epic/Sony Records, 1981
- Meat Loaf -- Midnight at the Lost and Found, co-wrote "If You Really Want To," Epic/Sony Records, 1983
- Composer/singer of theme song, Highway to Heaven, 1984-1989
- Keith Tracy, Tucker's Witch, "Rock Is A Hard Place" episode, 14 de abril de 1983
- Composer and vocals, Blame it on the Night, 1984
- Larry Bloom, Riptide, "Wipe Out" episode, 1 de octubre de 1985
- Cowboy Jack Street, Mark Taper Forum Lab, LA
- Composer, Summer Camp Nightmare, 1987
- Composer, Caught, 1987
- Jesus, Jesus Christ Superstar national tour, 1992-1997
- "Gethsemane" singer, The X-Files, episode 24, season 4, 18 de mayo de 1997
- Jesus, Jesus Christ Superstar, 25th anniversary reissue, MCA Records, Inc., 1998
- Jesus, Jesus Christ Superstar concert, Rubicon Theatre Company, 1998
- Rasputin, Rasputin showcase, Wilmington Opera House, 18 de diciembre de 1999
- Rasputin, Selections from 'Rasputin' - Special Limited Edition, promo CD, 1999
- Rasputin, Ted Neeley and Michael Rapp Musical Sampler, MP3.Com D.A.M. CD (), 2000
- Rasputin, Rasputin - Miracles Lie in the Eye of the Beholder, showcase, Wilmington Grand Opera House, 18 de diciembre de 1999
- Willie Moore, Murder in the First, Rubicon Theatre Company, 2000
- Lucky, Waiting for Godot, Rubicon Theatre Co. BeckettFest, 2004
- Jesus, Jesus Christ Superstar, YouTheatre - America! Benefit, 13 de agosto de 2006, Ricardo Montalban Theatre, Hollywood, CA
- Jesus, Jesus Christ Superstar, Farewell (national) Tour. Sepiembre de 2006 hasta 2008 (fecha final abierta)